# Max Niederlag
Max Niederlag (né le 5 mai 1993 à Heidenau (Saxe)) est un coureur cycliste allemand, actif au haut-niveau entre 2011 et 2017. Spécialisé en vitesse individuelle et par équipes sur piste, il a été champion du monde de vitesse par équipes juniors en 2011, champion d'Europe de vitesse par équipe espoirs en 2013 et élites en 2012.

## Biographie
Depuis ses débuts, Max Niederlag est un spécialiste des épreuves du sprint en cyclisme sur piste.
En 2011, Max Niederlag est double champion d'Allemagne juniors en vitesse individuelle et en keirin. Il termine également deuxième du kilomètre contre-la-montre. La même année, il est sélectionné pour participer aux championnats d'Europe sur piste juniors à Anadia, au Portugal. Il gagne deux médailles d'argent en keirin et vitesse par équipes juniors (avec Benjamin König et Pascal Ackermann). Quelques semaines plus tard, il devient à Moscou champion du monde de vitesse par équipes juniors (associé à König et Ackermann).  Le 19 août 2011, lors de la qualification pour le tournoi de vitesse individuelle (où il remporte la médaille de bronze), il bat le record du monde junior (moins de 19 ans) du 200 mètres lancé en 9,89 secondes.
Lors des championnats du monde sur piste 2014, il se classe sixième du tournoi de vitesse. En novembre 2014, Niederlag est retiré de l'équipe qui devait participer à l'épreuve de Coupe du monde de Londres, pour « raisons disciplinaires ». Comme il n'avait pas participé à la première manche au Mexique, il ne peut plus se qualifier pour les championnats du monde 2015, ce qui pourrait empêcher une éventuelle qualification pour les Jeux olympiques de 2016 à Rio de Janeiro. 
Lors des championnats d'Europe espoirs 2015, il remporte deux titres en keirin et en vitesse par équipes et s'adjuge la médaille d'argent en vitesse individuelle, derrière le Néerlandais Jeffrey Hoogland. Aux championnats d'Europe élites, il est également deuxième de la vitesse (une nouvelle fois battu par Hoogland) et troisième en vitesse par équipes. Ses bons résultats lui permettent d'être rappelé dans la sélection pour disputer les Jeux.
Aux mondiaux 2016 de Londres, il décroche le bronze en vitesse par équipes en battant les Français. Il s'agit de sa première médaille mondiale chez les élites. En août 2016, il est sélectionné pour disputer la vitesse individuelle et par équipes aux Jeux olympiques de Rio de Janeiro. Cependant, en raison d'une maladie, il déclare forfait. Lors des mondiaux 2017 à Hong Kong, il est disqualifié en 1/4 de finale du tournoi de vitesse pour avoir quitté sa ligne dans le sprint de la troisième manche décisive. Plus tard, dans l'année, il ne peut défendre ses chances aux championnats d'Europe sur piste de Berlin pour cause de maladie. Il met un terme à sa carrière sportive en novembre 2017, à l'âge de 24 ans. Après ces déboires, il déclare qu'il lui manque la « flamme pour la compétition ». Il travaille par suite pour la police fédérale.

## Palmarès

### Championnats du monde
| Édition / Épreuve     | Vitesse individuelle            | Vitesse par équipes                          |
| Moscou 2011 (juniors) | Bronze                          | Or (avec Pascal Ackermann et Benjamin König) |
| Cali 2014             | 6e                              |                                              |
| Londres 2016          | 10e (éliminé en 1/8e de finale) | Bronze                                       |
| Hong Kong 2017        | 5e (éliminé en 1/4 de finale)   | 12e                                          |

### Coupe du monde
- 2013-2014
  - 1er de la vitesse par équipes à Manchester (avec René Enders et Robert Förstemann)
  - 2e de la vitesse par équipes à Guadalajara
  - 2e de la vitesse à Guadalajara
- 2015-2016
  - 1er de la vitesse par équipes à Cali (avec Joachim Eilers et René Enders)
  - 2e de la vitesse à Cambridge
  - 3e de la vitesse à Cali
- 2016-2017
  - 1er de la vitesse par équipes à Cali (avec Robert Förstemann, Maximilian Dörnbach et Eric Engler)
  - 2e de la vitesse à Cali
  - 2e de la vitesse à Los Angeles
  - 2e de la vitesse par équipes à Los Angeles

### Championnats d'Europe
| Édition / Épreuve      | Keirin | Vitesse individuelle | Vitesse par équipes                            |
| Anadia 2011 (juniors)  | Argent | Argent               | Bronze                                         |
| Panevėžys 2012         |        | Argent               | Or (avec Joachim Eilers et Tobias Wächter)     |
| Anadia 2013 (espoirs)  |        |                      | Or (avec Erik Balzer et Eric Engler)           |
| Athènes 2015 (espoirs) | Or     | Argent               | Or (avec Richard Aßmus et Maximilian Dörnbach) |
| Granges 2015           |        | Argent               | Bronze                                         |

### Championnats nationaux
- Champion d'Allemagne de keirin juniors en 2011
- Champion d'Allemagne de vitesse individuelle juniors en 2011
- Champion d'Allemagne de vitesse par équipes en 2012 avec Stefan Bötticher et Maximilian Levy